# 草苅仁
草苅 仁（くさかり ひとし）は、日本の農業経済学者。神戸大学名誉教授。高崎健康福祉大学農学部教授。元日本農業経済学会会長。

## 人物・経歴
北海道大学から1982年3月に修士号を取得し、1985年4月から1986年3月まで日本学術振興会奨励研究員を務め、1986年3月に北海道大学大学院農学研究科博士後期課程を修了し、農学博士の学位を取得。1987年4月から1987年8月まで同特別研究員を務めた。
1987年9月、筑波大学第三学群社会工学系専任講師に就任。1991年4月には農林水産省農業総合研究所経済政策部（現農林水産政策研究所）主任研究官に転じた。1996年10月から1999年3月まで、同省農業政策研究所資料部研究情報開発科長を務めた。
1999年4月、宇都宮大学農学部助教授に就任（2002年1月から3月まで併任）。2002年1月、神戸大学農学部助教授に転任。
神戸大学では、2007年4月から2010年9月まで大学院農学研究科准教授、2010年10月から2020年3月まで同教授を務めた。
2020年4月、神戸大学名誉教授となるとともに、高崎健康福祉大学農学部生物生産学科教授に就任した。
専門は食料経済学で、日本農業経済学会では、2016年4月から2018年3月まで会長指名理事、2018年5月から会長を務めた。また、2018年12月から2019年11月まで日本学術振興会科学研究費委員会専門委員を務めた。兵庫県や新潟県などの地方自治体の委員会や検討部会のアドバイザーなども歴任。

## 受賞
- 2012年3月：日本農業経済学会学会誌賞[1]